# Првенство Југославије у фудбалу 1926.
Два најдоминантнија тима предратног југословенског шампионата, Југославија и Грађански, поставили су темеље седамдесетогодишњем ривалству клубова из Београда и Загреба. Оба тима су доминирала такмичењем до финала, где су одиграла прилично изједначену утакмицу.

## Учесници првенства
- Бачка, Суботица
- 1. ХШК Грађански, Загреб
- Илирија, Љубљана
- Југославија Београд, Београд
- Славија Осијек, Осијек
- САШК Сарајево, Сарајево
- Хајдук Сплит, Сплит

## Првенство

### Четвртина финала
Југославија 12 - 2 Бачка
Хајдук 2 - 1 САШК
Грађански 7 - 1 Илирија
Славија (директно у полуфинале)

### Полуфинале
Југославија 5 - 1 Хајдук
Грађански 7 - 0 Славија

### Финале
Грађански 2 - 1 Југославија

### Освајач лиге
Грађански Загреб (тренер: Имре Пожоњи)
Максимилијан Михалчић
Фрањо Мантлер
Михо Ремец
Арнолд
Рудолф Рупец
Драгутин Враговић (капитен)
Јене Абрахам
Рудолф Хитрец
Емил Першка
Фрањо Гилер
Видњевић
Славин Циндрић
| Првак Југославије у фудбалу 1926. |
| --------------------------------- |
| 1. ХШК Грађански                  |
| Друга титула                      |